# Navă de linie

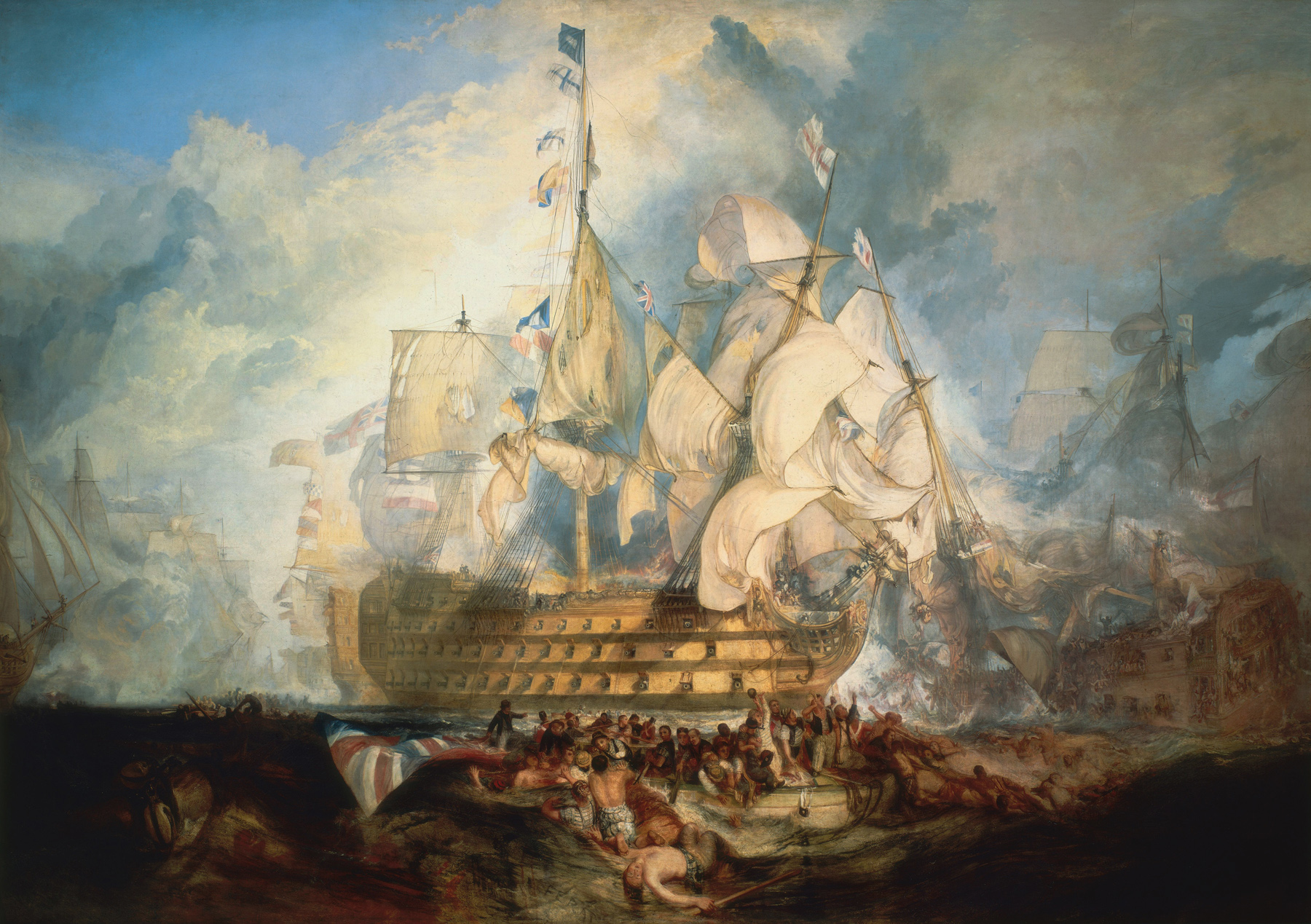
Nava de linie HMS Victory în Bătălia de la Trafalgar, pictură de JMW Turner

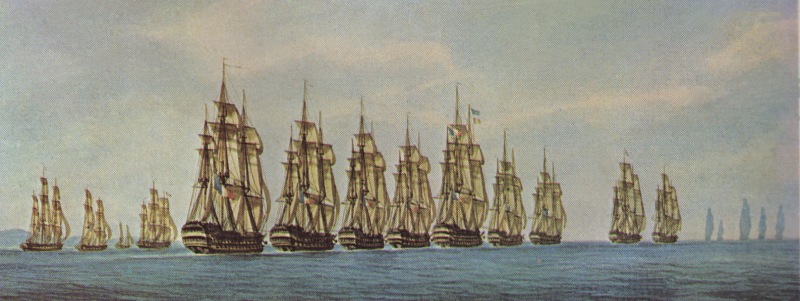
O escadră franceză dispusă în „linie de luptă”

Nava de linie era un tip de navă de război construită în secolele al XVII-lea, al XVIII-lea și până la jumătatea secolului al XIX-lea, care constituia principala forță a flotelor militare din acele timpuri. Navele de linie erau utilizate în principal pentru luptele navale în care se folosea tactica navală cunoscută ca „linia de luptă”, în care două coloane de nave de război inamice manevrau astfel încât să-și valorifice la maxim puterea de foc pe care o dețineau. Deoarece acest tip de lupte erau aproape invariabil câștigate de cele mai grele nave, care puteau transporta cele mai puternice tunuri, tendința marilor puteri navale din acea perioadă era aceea de a construi nave din ce în ce mai mari și dotate cu un număr cât mai mare de piese de artilerie.

Navă de linie din secolul al XVII-lea, cu punți suprapuse. Secțiune transversală:
1) Magazia de muniție
2) Magazie de praf de pușcă
3) Magazie de proiectile
4) Linia apei
5) Tun cu încărcătură dublă
6) Tun de abordaj
7) Puntea superioară

Nava de linie a apărut în secolul al XVII-lea odată cu dezvoltarea velierelor și cu perfecționarea artileriei. Era o navă militară prevăzută cu numeroase guri de foc amplasate pe una sau mai multe punți. Aceste nave erau prevăzute cu deschideri speciale (numite „saborduri”) în ambele borduri, în dreptul cărora erau poziționate tunurile; în timpul navigației sabordurile erau închise cu obloane mobile de lemn, obloane care erau ridicate numai în momentul efectuării tragerilor de artilerie. Având tunurile amplasate în borduri, în timpul bătăliilor navale acest tip de nave se așezau în șir („linie de șir”), una după alta, pentru o eficacitate maximă a focului artileriei, de unde și denumirea de „nave de linie”.
La începutul secolului al XVII-lea, mai multe flote militare, în special cele din Olanda și Anglia, au început să folosească noi tactici de luptă. Luptele navale anterioare se dădeau de obicei între două grupuri de nave (escadre) care se apropiau cât mai mult unele de altele, căutând oportunități pentru abordajul navelor inamice și începerea luptei corp la corp pe puntea navei abordate. Pe măsură ce folosirea focului coordonat al tuturor tunurilor de pe un bord al navei de război (babord sau tribord) a devenit din ce în ce mai utilizată în luptă, tactica s-a schimbat. Evoluția noii tactici de luptă, folosită mai întâi într-o manieră ad-hoc, a impus navelor să înainteze într-o coloană simplă (navele fiind dispuse una după alta, „în linie”) și să se apropie de flota inamică menținând această formație și trăgând cu toate tunurile din bordul orientat spre inamic pentru a-i provoca acestuia daune cât mai mari. Era foarte important ca formația „în linie” să fie păstrată, indiferent de pierderile proprii sau de condițiile meteo (eventualele schimbări ale direcției vântului), pentru protecția reciprocă a navelor.
Adoptarea tacticii de „linie de luptă” a avut consecințe asupra designului navei. Avantajul înălțimii pe care îl dădeau castelul central și castelul pupa de pe velierele mai vechi (caravela și galionul) nu mai era important, lupta corp la corp ne mai fiind un element esențial. În plus, necesitatea manevrării rapide a navelor în timpul luptei făcea ca greutatea mare a acelor suprastructuri (castelele) să constituie un dezavantaj. Astfel că suprastructurile respective au fost reduse la minimum, făcând nava de linie mai ușoară și mai manevrabilă decât predecesoarele sale. Ca o consecință suplimentară, volumul carenei s-a mărit, ceea ce a permis creșterea numărului de tunuri și a calibrului acestora.

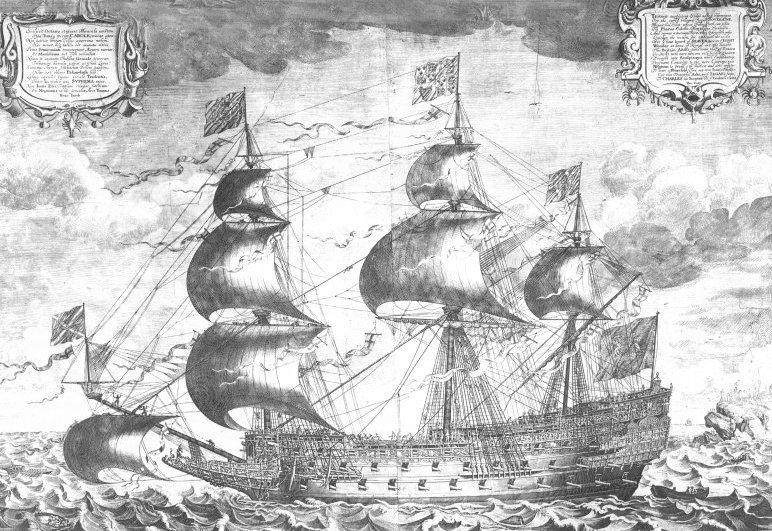
HMS Sovereign of the Seas

O navă de linie celebră, remarcabilă prin dimensiunile sale impresionante, a fost HMS Sovereign of the Seas⁠(en)[traduceți]. Lansată la apă în 1637, la Woolwich, pentru marina regală engleză, această navă de război cu trei punți avea un deplasament de 1500 t și era înzestrată cu 100 de tunuri de calibre diferite. Carena sa avea o lungime de 42 m și o lățime de 14 m, respectând regula valabilă pe atunci a raportului 1/3 între lățimea maximă și lungime, iar catargul mare avea o înălțime de 134 m. O altă navă de linie cu trei punți, de dimensiuni comparabile, a fost nava amiral suedeză Vasa⁠(en)[traduceți], înzestrată cu 64 de tunuri. Lansată la apă în 1628, s-a scufundat în Marea Baltică la scurt timp după aceea, din cauza unor erori de proiectare și construcție. În 1961 a fost scoasă la suprafață, fiind în prezent una dintre cele mai vechi nave păstrate în forma lor autentică.
De pe la sfârșitul anilor 1840, au apărut noi și importante inovații în evoluția navelor de război. Noile metode de construcții navale (folosirea oțelului în locul lemnului), propulsia navelor cu ajutorul motoarelor cu abur și noile tipuri de proiectile de artilerie (obuzele explozive) au dus la dispariția navelor de linie clasice, a căror propulsie se baza pe forța vântului (veliere).
Urmașul navei de linie cu pânze a fost cuirasatul, care a devenit „nava de linie a secolului XX”.